# Chruszczewo
Chruszczewo es un pueblo de Polonia, en Mazovia. Según el censo de 2011, tiene una población de 593 habitantes.
Está situado en el municipio (gmina) de Ciechanów, perteneciente al distrito (powiat) de Ciechanów. Se encuentra aproximadamente a 6 km al noroeste de Ciechanów y a 82 km al norte de Varsovia. 
Entre 1975 y 1998 perteneció al voivodato de Ciechanów.